# Joshua Osih
Joshua Osih, de son nom complet Joshua Nambangi Osih, né le 9 décembre 1968 à Kumba (Cameroun), est un homme politique camerounais, député à l'Assemblée nationale. Candidat à l'élection présidentielle de 2018, il recueille 3,3 % des voix. Osih est président du Front social démocrate, un des principaux partis d'opposition au Cameroun, depuis le 29 octobre 2023.

## Biographie
Joshua Osih est né à Kumba le 9 décembre 1968, d'un père camerounais et d'une mère suisse,. Son père est pasteur. Il passe par le collège Bali à Bamenda et étudie au lycée bilingue d'application de Yaoundé.

## Carrière

### Homme d'affaires
À l’âge de 20 ans, il s’oriente dans le domaine de l'aviation dont il est un passionné. Sa carrière commence à Douala comme agent des opérations à Lufthansa, puis il va s'expatrier en Suisse où il évolue au sein de World Airlines et Swissair, à Genève.
Il revient au Cameroun en 2000 et crée deux entreprises, African Travel Management et la filiale de Swiss Airport au Cameroun, Camport PLC,. Cette dernière, par décret présidentiel du 4 février 2021, reçoit l'agrément pour exercer comme société de sécurité privée au Cameroun.

### Homme politique
En mars 1991, il adhère au Social Democratic Front (SDF) et lance sa carrière politique.
Il est délégué du SDF pour le Sud-Ouest de 2003 à 2006. De 2006 à 2012, il est tour à tour second vice-président puis premier vice-président du parti.

#### Député au Parlement du Cameroun
En 2013, il est le premier Camerounais anglophone à servir en tant que parlementaire de Douala, dans la région du Littoral. Il occupe le poste de vice-président de la commission des Finances de l'Assemblée nationale,,.

#### Candidat à l'élection présidentielle de 2018
En 2018, Joshua Osih est investi comme le candidat du SDF à l'élection présidentielle au Cameroun,,. Il est désigné candidat, le 24 février 2018, à l'issue du congrès de son parti, à une majorité de 88,39 %,,.
Le 22 août 2018, il annonce un programme de 24 mesures en vue de l'élection présidentielle. Lors de la période de pré-campagne présidentielle du 7 octobre 2018 au Cameroun, les réseaux sociaux ont fait l'objet d'un fort usage la part de certains candidats. S’agissant du positionnement des candidats, l’universitaire Simon Ngono, spécialiste en Sciences de l'information et de la communication, note que Joshua Osih est le candidat le plus en vue sur les réseaux sociaux : « Des neuf candidats, Joshua Osih apparaît jusqu’ici comme celui qui mène une activité régulière sur les réseaux sociaux, notamment sur twitter ».
Toutefois, Osih arrive en 4e position avec 3,3 % des voix, le pire score du SDF depuis sa création.
Le 28 octobre 2023, Joshua Osih est élu pour cinq ans à la présidence du SDF avec 62 % des voix,

#### Candidat à l'élection présidentielle de 2025
En mars 2025, lors d'un congrès extraordinaire du SDF, Osih est désigné candidat du parti à l'élection présidentielle camerounaise d'octobre 2025.